# Pogonocherus fasciculatus
Pogonocherus fasciculatus là một loài bọ cánh cứng trong họ Cerambycidae.

## Hình ảnh

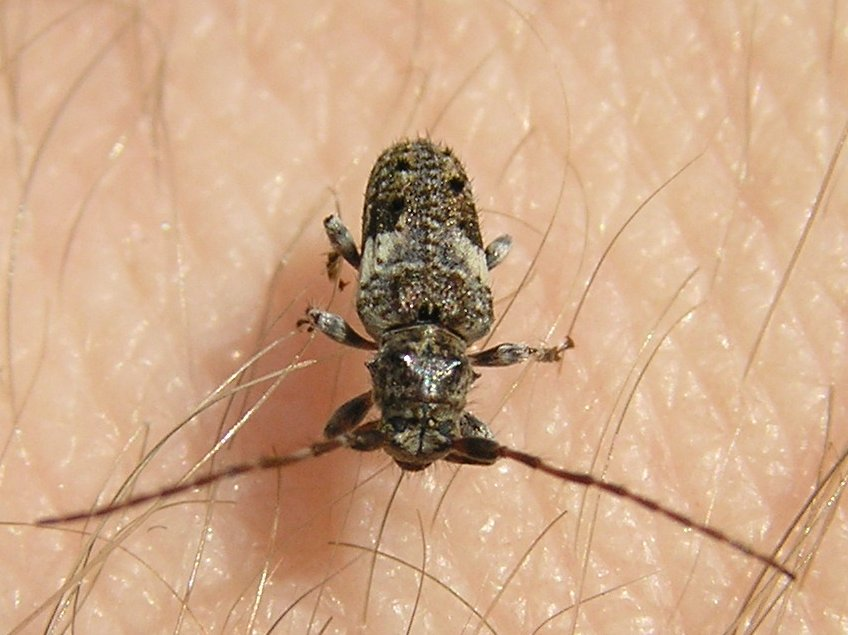
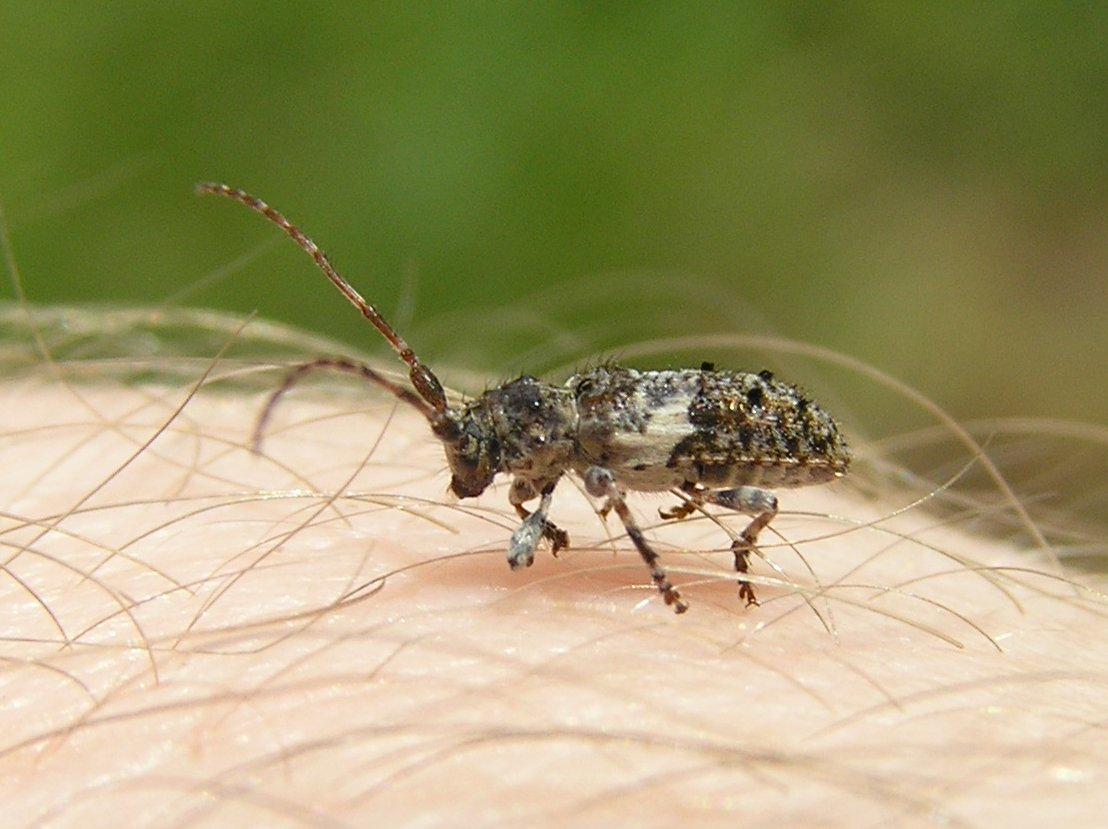
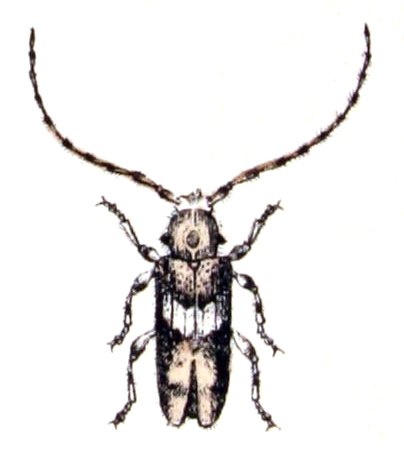